# Alfred Enneper
Alfred Enneper (Barmen, 14 giugno 1830 – Hannover, 24 marzo 1885) è stato un matematico tedesco.

## Biografia
Alfred Enneper studiò e conseguì il dottorato di ricerca presso il Georg-August-Universität Göttingen nel 1856, sotto la supervisione di Peter Gustav Lejeune Dirichlet, per la sua tesi di dottorato sulle funzioni dei numeri complessi. Dopo la sua abilitazione nel 1859 a Gottinga,  fu professore sempre nella stessa sede.
Lavorò assieme a Karl Weierstrass, creando un'intera classe di parametrizzazioni.